# Aldehuela de Liestos
Aldehuela de Liestos är en kommun i Spanien.   Den ligger i provinsen Provincia de Zaragoza och regionen Aragonien, i den centrala delen av landet, 180 km öster om huvudstaden Madrid.